# Chen Xiexia
Chen Xiexia (xinès: 陈燮霞; Pinyin: Chén Xièxiá) (1 d'agost, de 1983) és una haltera xinesa.
Va guanyar tres medalles d'or al Campionat del món d'halterofília de 2007 i la primera medalla d'or per a la Xina durant els Jocs Olímpics d'Estiu 2008 en la classe de 48 kg, posant un Rècord Olímpic alçant un total de 212 kg. També guanyà tres medalles d'or als Campionats Asiàtics d'halterofília de 2007, amb un rècord mundial de 120 kg en dos temps.
El 12 de gener de 2017 es va anunciar que, a causa d'una violació del dopatge, havia estat desqualificada dels Jocs Olímpics d'Estiu de 2008 i se li havia tret la medalla d'or. Chen Wei-Ling, inicialment medalla de bronze guanyà aquesta medalla d'or.